# Peloponnesische Kieleidechse
Die Peloponnesische Kieleidechse (Algyroides moreoticus) ist eine Art innerhalb der Familien der Echte Eidechsen (Lacertidae). Es sind keine Unterarten bekannt.

## Merkmale
Die kleine Eidechse hat oberseits große deutlich gekielte Schuppen und dazu einen relativ langen Schwanz. Die stets einfarbig rötlichbraune bis dunkelbraune Rückenmitte ist beim Männchen beiderseits von je einem gelblichen Streifen begrenzt. Die gelbgrünen Flanken sind dunkel marmoriert und die Vorderbeine weiß gepunktet. Die Weibchen sind oberseits meist einheitlich braun. Die Bauchseite ist bei beiden Geschlechtern weißlich bis blassgrün.
Die Gesamtlänge liegt bei etwa 15,6 Zentimeter bei einer Kopf-Rumpf-Länge von circa fünf Zentimeter.

## Lebensweise
Die Peloponnesische Kieleidechse führt eine terrestrische tagaktive und äußerst scheue Lebensweise. Daher ist über sie nur wenig bekannt. Die Paarungszeit erstreckt sich von April bis Juli. Zur Befruchtung fixiert das Männchen das Weibchen mit einem Flankenbiss. Die Art pflanzt sich durch Oviparie (eierlegend) fort. Das Gelege umfasst vier bis acht Eier. Die Jungtiere schlüpfen im Juli/August. Über die Ökologie ist ebenfalls wenig bekannt. Die Eidechse ernährt sich von Würmern, Insekten, und Spinnen.

## Verbreitung
Die Eidechse ist auf dem Peloponnes und auf drei Ionischen Insel bis in Höhen von 1000 Meter über dem Meeresspiegel zu finden.

## Lebensraum
Als Lebensraum bevorzugt sie recht trockene felsige Gebiete und vegetationsreiche Biotope in der Nähe von Gewässern. Sehr vegetationsarme Habitate werden gemieden. Als Kulturfolger dringt die Art auch in Agrarland und Gärten vor.

## Belege